# MercaturA
Het MercaturA is een winkelcentrum in de binnenstad van Aalen in de Duitse deelstaat Baden-Württemberg.
Het centrum bestaat uit een gedeeltelijk overdekte winkelgalerij, met ca. 11.500m² aan winkelruimte, die de oude binnenstad met het busstation verbindt. Naast de winkelruimten bestaat het MercaturA uit 4.200m² kantoorruimte en 14 maisonettewoningen boven de winkels. Onder het winkelcentrum is een parkeergarage voor 450 auto's. De ankerhuurders zijn TK Maxx, C&A en DM.
In het laatste kwartaal van 2009 werd begonen met de bouw van het complex en op 9 september 2011 volgde de opening. De bouwkosten werden begroot op ca € 40 miljoen.
Het naastgelegen terrein aan de Kanalstrasse was gereserveerd voor uitbreiding van het winkelcentrum, maar in 2012 werd besloten om hier woningbouw te realiseren, vanwege de tegenvallende vraag naar winkelruimte.
Het winkelcentrum is ontwikkeld door Hochtief en werd in 2017 verkocht aan TH Real Estate.